# EFF DES cracker

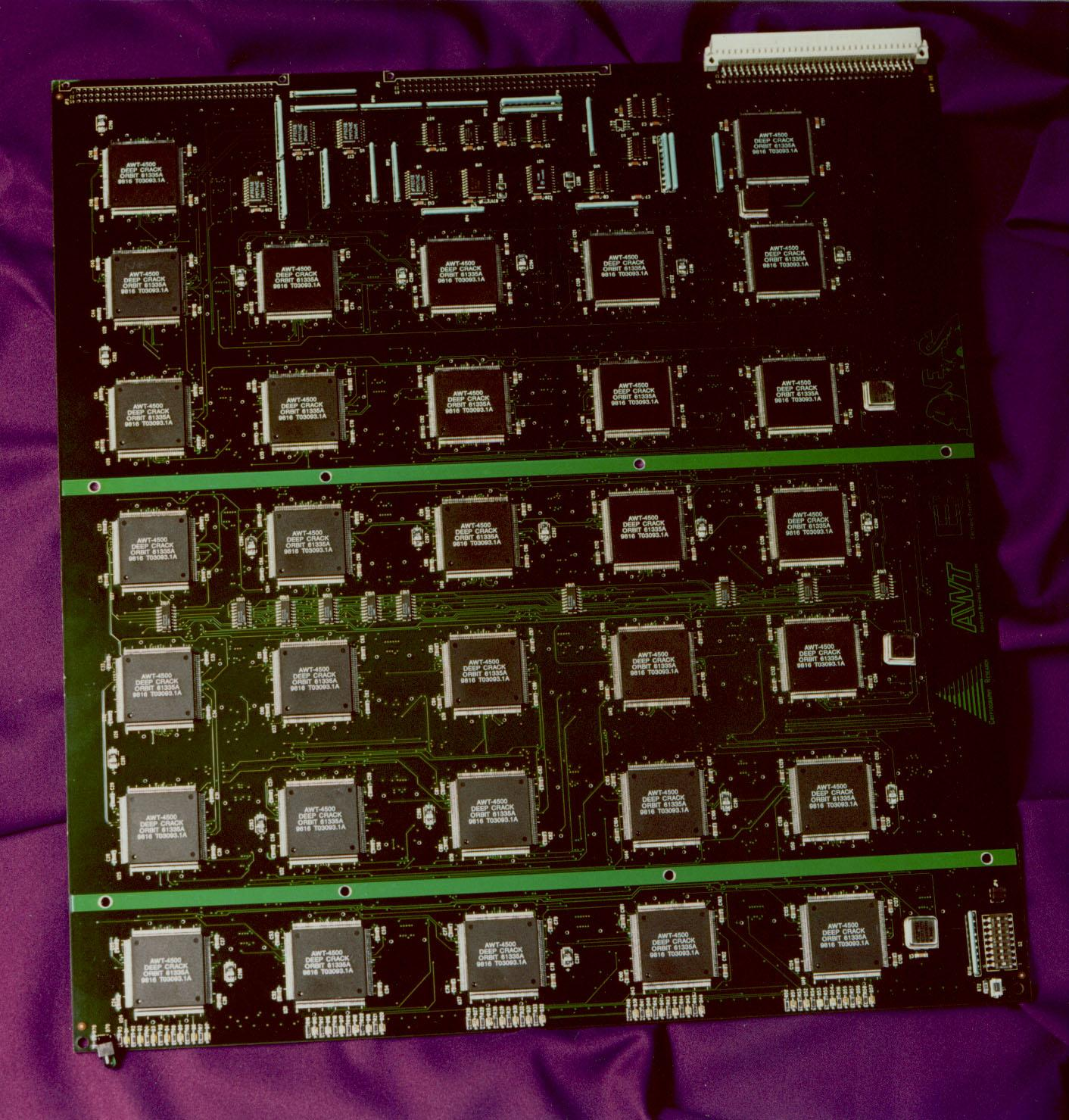
Deep Crack, circuit destiné à l'attaque par force brute de DES.

En cryptographie, l'EFF DES cracker (surnommé Deep Crack) est une machine spécialisée dans l'attaque du DES, construite en 1998 par l'EFF. Le but était de prouver que la clé du DES n'était plus assez longue pour résister à une attaque par force brute.

## Intérêt
Le DES utilise une clé de 56 bits, ce qui donne 256 clés possibles, c'est-à-dire approximativement 7,21 × 1016 possibilités de clés. Lorsque le DES a été conçu en 1976, une telle machine aurait coûté trop cher à fabriquer ou alors une machine moins chère n'aurait pas été assez rapide pour tester toutes les possibilités en un temps raisonnable.

## Le DES Challenge
Le DES a été adopté comme standard fédéral en 1976 par le NIST, le gouvernement des États-Unis a encouragé à utiliser le DES pour toutes les données non-classifiées. On peut supposer que la NSA a construit une machine semblable à Deep Crack, étant donné leurs considérables ressources financières. RSA Security a souhaité démontrer que la longueur de la clé du DES n'était pas suffisante pour assurer la sécurité, et ils ont ainsi lancé le DES Challenge en 1997 en offrant un prix financier. Le premier DES Challenge a été gagné par le projet DESCHALL en 96 jours. RSA Security a alors lancé le DES Challenge II-1, qui fut gagné par Distributed.net en 41 jours en janvier/février 1998.
En 1998, l'EFF construit Deep Crack. Il a coûté 250 000 $. En juillet 1998, Deep Crack gagne le DES Challenge II-2 en décryptant un message en 56 heures de travail et gagne 10 000 $. Cela a marqué un coup final au DES, contre lequel quelques attaques de cryptanalyse avaient déjà été publiées. L'attaque par force brute montre qu'aujourd'hui, casser le DES est possible. Pour des sociétés importantes ou des gouvernements, construire une telle machine est désormais possible.
Six mois plus tard, RSA Security lance le DES Challenge III, qui est résolu par Deep Crack en collaboration avec Distributed.net. L'opération aura mis 22 heures et 15 minutes et le gain était de 10 000 $. Le déchiffrement fut fini le 19 janvier 1999. En octobre 1999, le DES est relancé comme standard fédéral, mais cette fois-ci sous la forme du Triple DES.
En octobre 2000, le DES a été remplacé par l'AES comme standard fédéral.

## Technologie

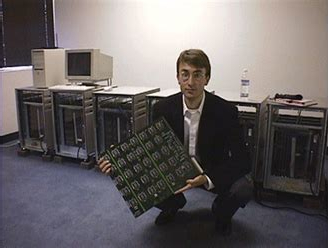
Paul Kocher et Deep Crack

Deep Crack a été conçu par Cryptography Research, Inc., Advanced Wireless Technologies et l'EFF. Le principal concepteur a été Paul Kocher, le président de Cryptography Research. Advanced Wireless Technologies a construit 1 856 puces spécialisées pour le DES, contenues sur 29 cartes électroniques de 64 puces. Les cartes étaient ensuite insérées dans six boîtiers d'ordinateurs. La recherche était coordonnée par un PC qui assignait une certaine plage de clés à chaque puce. La machine était ainsi capable de tester plus de 90 milliards de clés par seconde, et met environ neuf jours pour tester toutes les clés possibles. En moyenne, il faut la moitié de ce temps pour trouver la bonne clef.